# Florence Blumenthal

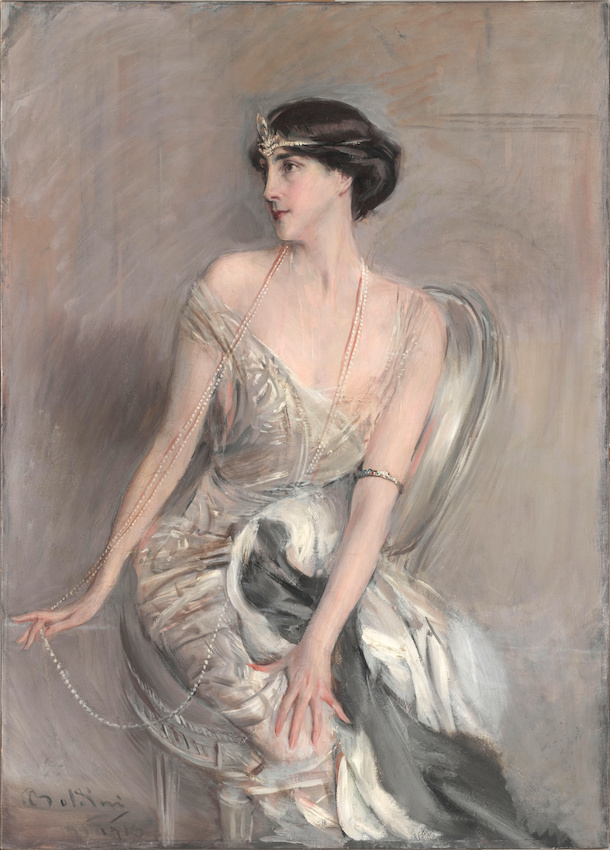
Giovanni Boldini: Florence Blumenthal (1896, Musée d’Orsay)

Florence Blumenthal (* 29. Mai 1873 in Los Angeles; † 21. September 1930 in Paris) war eine US-amerikanische Philanthropin.

## Leben
Blumenthal war eine Tochter des Geschäftsmannes Marc Eugene Meyer (1842–1925) und von dessen Ehefrau Harriet Newmark Meyer (1852–1922). Sie hatte drei Schwestern, darunter Elise, die mit dem brasilianischen Diplomaten Luís Martins de Souza Dantas verheiratet war, und vier Brüder, darunter Eugene Meyer, später Präsident der Weltbank.
Bei einem Ball ihrer Eltern lernte sie den deutschen Bankier George Blumenthal (1858–1941) kennen und heiratete ihn mit 25 Jahren im Sommer 1898. Sie hatten zusammen einen Sohn, George.
Nach dem Ersten Weltkrieg besuchte Blumenthal zusammen mit ihrem Ehemann Frankreich. Sie erwarben – begeistert von Landschaft und der Kultur in Südfrankreich – einen größeren Landsitz und in Passy (heute 16. Arrondissement von Paris) eine große Stadtwohnung. Ihre Wohnung in der Park Avenue in New York behielten sie noch geraume Zeit. 1919 gründete die kulturell interessierte Florence Blumenthal mit finanzieller Unterstützung durch ihren Ehemann die Fondation franco-américaine Florence Blumenthal, um junge französische Künstler zu unterstützen und mit deren Kunstwerken Frankreich und die Vereinigten Staaten  kulturell einander näher zu bringen.
Als 1925 George Blumenthal seine Ämter aufgab und sich ins Privatleben zurückzog, ließ sich das Ehepaar Blumenthal endgültig in Paris-Passy nieder und gab seine Wohnungen in New York und Südfrankreich auf. Noch im selben Jahr stifteten sie den Pavillon Blumenthal, eine neue Abteilung im Hôpital Necker–Enfants malades.
Am 21. September 1930 starb Florence Blumenthal im Alter von 57 Jahren an einer Lungenentzündung. Ihr Leichnam wurde eingeäschert und die Urne kam ins familieneigene Mausoleum im Kensico Cemetery in Valhalla (New York). Ihr Ehemann überlebte sie um über zehn Jahre.

## Ehrungen
- Ritter der Ehrenlegion
- Die Rue Florence Blumenthal (16. Arrondissement) in Paris wurde nach ihr benannt
- Der Square Florence Blumenthal (13. Arrondissement) von Paris wurde ebenfalls nach ihr benannt
- Der Prix Blumenthal, zwischen 1919 und 1954 ausgelobt, trug ebenfalls ihren Namen